# ElectraMeccanica Solo
ElectraMeccanica Solo – elektryczny trójkołowy mikrosamochód produkowany pod kanadyjską marką ElectraMeccanica w latach 2018–2023.

## Historia i opis modelu

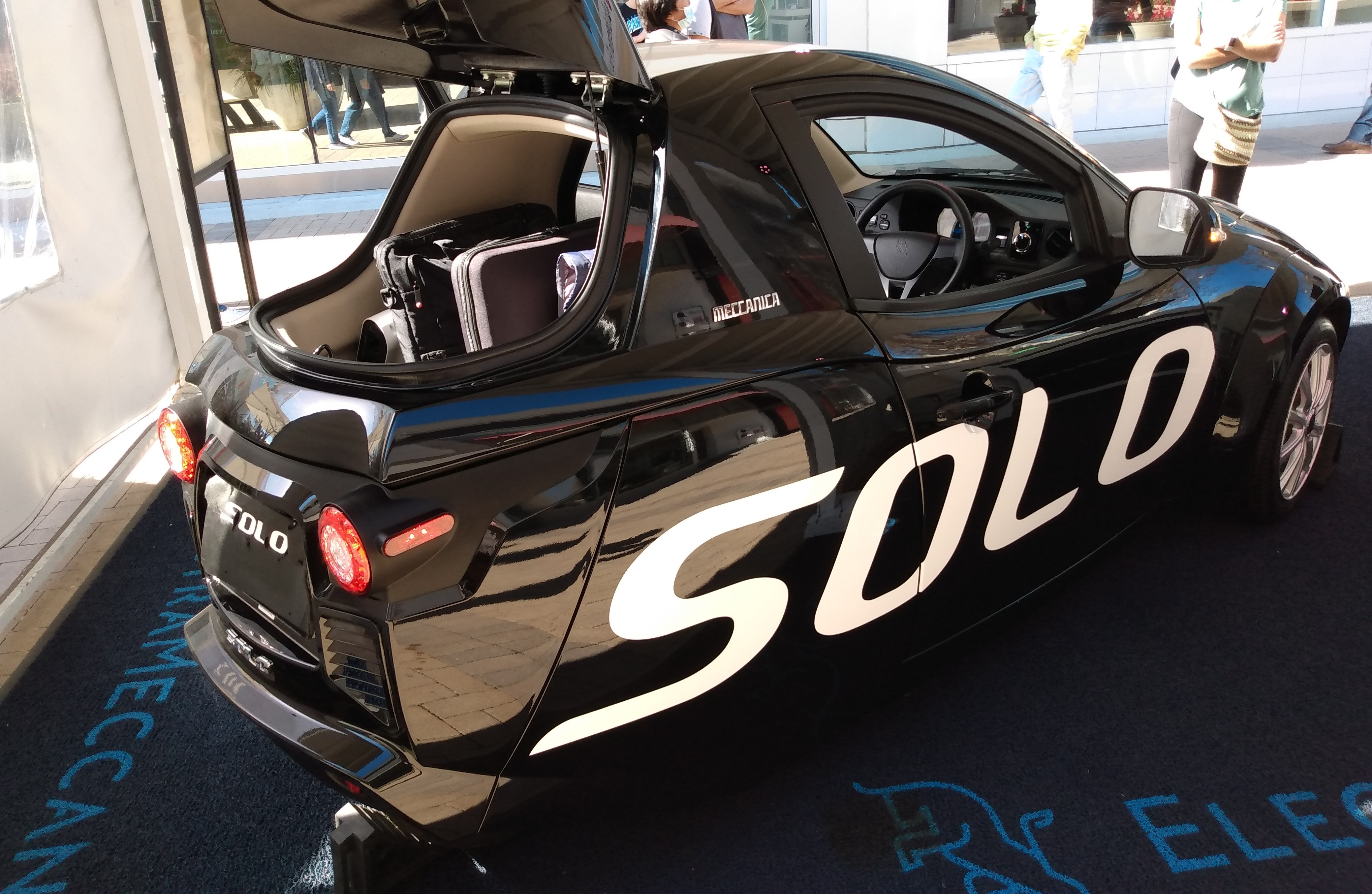
ElectraMeccanica Solo - tył

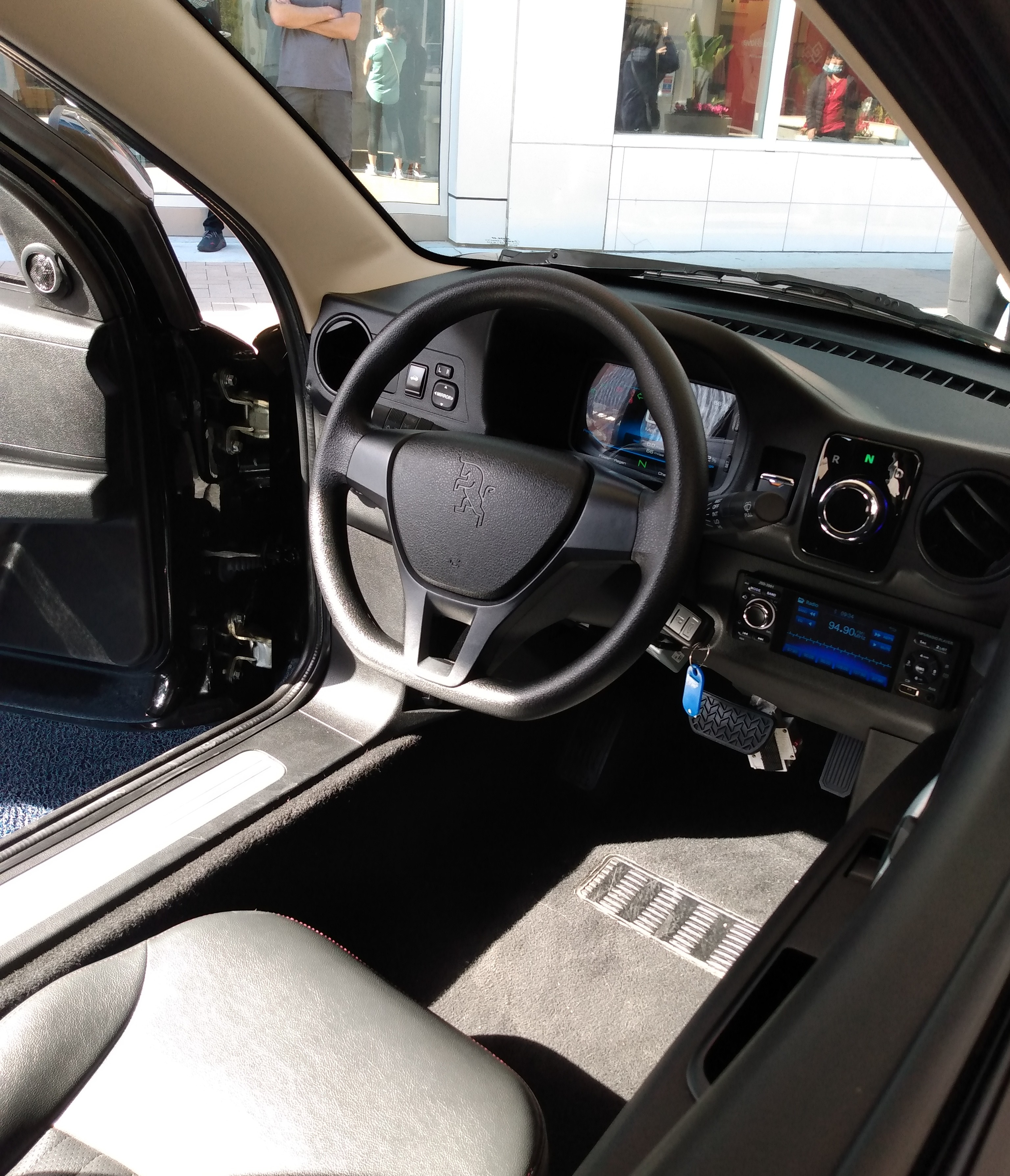
ElectraMeccanica Solo - kokpit

Koncepcja trójkołowego małego samochodu elektrycznego przy tworzeniu w 2015 roku kanadyjskiego startupu ElectraMeccanica początkowo miała przyjąć formę realizacji istniejącego już projektu.Współzałożyciel, Jerry Kroll, rozważał wówczas przywrócenie do produkcji dawnego amerykańskiego modelu Myers NmG, do którego nabył prawa. Ostatecznie trójkołowiec ten pozostał jedynie punktem odniesienia do zbudowania nowego, obszerniejszego i bardziej zaawansowanego technologicznie pojazdu. Szkice gotowego projektu przedstawiono oficjalnie w czerwcu 2016, a produkcyjny model zaprezentowano ostatecznie 3 miesiące później.
ElectraMeccanica Solo przyjęła postać trójkołowca z jedną parą drzwi i smukłą, zwężającą się ku jednokołowemu tyłowi nadwoziu. Podobnie jak w pierwowzorze autorstwa Mike'a Corbina z 1996 roku, tak i Solo zostało przystosowane do transportu wyłącznie jednej osoby, kierowcy. Obszerność kabiny pasażerskiej miało zapewnić zapewnienie m.in. relatywie dużego, ponad 2-metrowego rozstawu osi. Za kierowcą wygospodarowano przestrzeń na 285-litorwy bagażnik. W 2022 roku zaoferowano także odmianę Cargo z powiększonym przedziałem transportowym.

### Sprzedaż
Produkcja Solo rozpoczęła się początkowo w kanadyjskiej manufakturze ElectraMeccanica w New Westminster, początkowo na potrzeby rodzimego rynku, z pierwszym klientem dostarczonym do klienta w Vancouver. W 2021 roku produkcję przeniesiono do Chin w ramach partnerstwa z lokalnym przedsiębiorstwem Zongshen Industrial Group z Chongqing w celu zaspokojenia popytu w Stanach Zjednoczonych, gdzie 3 lata po zbudowaniu pierwszych sztuk rozpoczęto eksport. W 2022 roku produkcję ponownie przeniesiono, tym razem do nowo powstałych zakładów w mieście Mesa w amerykańskim stanie Arizona. Po 5 latach małoseryjnej produkcji, nowa kadra zarządcza kanadyjskiego startupu, który w międzyczasie przeniesiono w całości do Stanów Zjednoczonych, zmieniła politykę i zakończyła produkcję Solo. Firma zaoferowała wykup pojazdów od nabywców, odpowiadając na wcześniej zgłaszane usterki, których serwisowanie mogłoby być z czasem utrudnione.

### Dane techniczne
ElectraMeccanica Solo jest samochodem w pełni elektrycznym, do którego napędu wykorzystano jednostkę przenosząca moc na tylne koło o mocy 56 KM i 140 Nm maksymalnego momentu obrotowego. Pozwoliło to rozpędzić się do 100 km/h w 11,9 sekundy i osiągnięcie do 129 km/h. Bateria o pojemności 19,4 kWh pozwala przejechać na jednym ładowaniu do 161 kilometrów, umożliwiając uzupełnienie stanu akumulatora od 0 do 85% w ok. 2,5 godziny.